# La Religieuse
La Religieuse, noto anche con il titolo Misogynie à part, è il dodicesimo album del cantautore francese Georges Brassens. È stato pubblicato nel 1969.

## Tracce
Testi e musiche di Georges Brassens eccetto: 
- il testo di Les Oiseaux de passage (strofe estratte dalla poesia, Oiseaux de Passage di Jean Richepin);
- il testo di Pensées des morts (poesia di Lamartine)

1. Misogynie à part – 3' 40"
2. Bécassine – 4' 29"
3. L'Ancêtre – 4' 42"
4. Rien à jeter – 3' 56"
5. Les Oiseaux de passage– 4' 50"
6. La Religieuse – 4' 50"
7. Pensées des morts – 5' 34"
8. La Rose, la bouteille et la poignée de main – 4' 56"
9. Sale petit bonhomme – 3' 32"

## Musicisti
- Georges Brassens: voce, chitarra
- Pierre Nicolas: contrabbasso
- Barthélémy Rosso: seconda chitarra